# Psyttalia hypopygialis
Psyttalia hypopygialis är en stekelart som först beskrevs av Szepligeti 1913.  Psyttalia hypopygialis ingår i släktet Psyttalia och familjen bracksteklar. Inga underarter finns listade i Catalogue of Life.